# Попрусаново
Попрусаново (болг. Попрусаново) — село в Болгарии. Находится в Силистренской области, входит в общину Кайнарджа. Население составляет 28 человек.

## Политическая ситуация
В местном кметстве Посев, в состав которого входит Попрусаново, должность кмета (старосты) исполняет Рейхан Сенаи Бейтула (Движение за права и свободы (ДПС)) по результатам выборов правления кметства.
Кмет (мэр) общины Кайнарджа — Любен Жеков Сивев (инициативный комитет) по результатам выборов в правление общины.